# Rosa Muchnik de Lederkremer
Rosa Muchnik de Lederkremer (Buenos Aires, 12 de janeiro de 1932) é doutora em ciências químicas, professora emérita da UBA e pesquisadora do CONICET. Ganhadora do Prêmio Konex na área de Química Orgânica (1983) e do Prêmio Konex Platino em Química Orgânica (2013).  Entre suas investigações destacam-se seus grandes contribuíções na área da glicobiología ao pesquisar a inibição da enzima chave para a sobrevivência do Trypanosoma Cruzi no organismo humano.

## Biografia
Rosa é bacharela em ciências químicas (1954) pela Universidade de Buenos Aires e doutora em química orgânica (1956) pela mesma universidade. Ela recebeu uma bolsa para estudar na Universidade Estadual de Ohio com o Dr. M.L. Wolfrom entre 1962 e 1965. Em 1977, recebeu uma bolsa da Fundação de Amparo à Pesquisa do Estado de São Paulo para elucidar a estrutura da glicoproteína do Trypanosoma cruzi.